# Andreas Geiger (Sozialwissenschaftler)
Andreas Ernst Geiger (geb. 17. Mai 1947 in Bad Pyrmont) ist ein deutscher Sozialwissenschaftler, emeritierter Professor und ehemaliger Rektor der Hochschule Magdeburg-Stendal.

## Leben und Werk
Nach dem Abitur in Braunschweig studierte Geiger Sozialwissenschaften in Braunschweig, München, Berlin und Göttingen, wo er anschließend als Doktorand am Institut für Sozialwissenschaften tätig war und 1978 mit dem Thema „Herkunftsbedingungen der türkischen Arbeiter in der Bundesrepublik und ihr gewerkschaftliches Verhalten“ bei Hans Paul Bahrdt promoviert wurde. Nach einer vorübergehenden Tätigkeit als wissenschaftlicher Mitarbeiter an den Fachhochschulen Hildesheim/Holzminden und Braunschweig/Wolfenbüttel wechselte er 1984 nach Bonn und war bis 1992 wissenschaftlicher Angestellter und stellvertretender Geschäftsführer im Wissenschaftlichen Institut der Ärzte Deutschlands.
1992 folgte Geiger dem Ruf auf eine Professur an die Hochschule Magdeburg-Stendal und wurde Gründungsdekan des Fachbereichs Sozial- und Gesundheitswesen. 1998 wurde er als Nachfolger von Hans-Jürgen Kaschade zum Rektor der Hochschule gewählt und übte dieses Amt bis zu seiner Emeritierung im Jahr 2014 aus.
Andreas Geiger war ab 2004 Vizepräsident der Hochschulrektorenkonferenz (HRK) und hier von 2006 bis 2012 Sprecher der HRK-Mitgliedergruppe Fachhochschulen. In dieser Funktion hat er sich insbesondere für ein Promotionsrecht an Fachhochschulen eingesetzt. Er war zudem langjähriges Vorstandsmitglied des Deutschen Akademischen Austauschdiensts (DAAD).
Darüber hinaus war Geiger als einer der Mitinitiatoren seit 2004 als deutscher Projektleiter mitverantwortlich für den Aufbau der German-Jordanian University in Madaba (Jordanien), einem der größten Bildungsexportprojekte der Deutschen Bundesregierung. Für sein Engagement für die Zusammenarbeit zwischen der Bundesrepublik Deutschland und dem Haschemitischen Königreich Jordanien wurde Geiger 2017 das Verdienstkreuz 1. Klasse des Verdienstordens der Bundesrepublik Deutschland (Bundesverdienstkreuz) verliehen.

## Privat
Andreas Geiger ist verheiratet und hat zwei erwachsene Söhne. Er lebt mit seiner Frau  in Magdeburg, Bad Pyrmont und Berlin.

## Ehrungen
- Verdienstkreuz 1. Klasse des Verdienstordens der Bundesrepublik Deutschland
- Eintrag ins Goldene Buch der Stadt Magdeburg[8]